# Afrikanischer Esel
Der Afrikanische Esel (Equus asinus, teilweise auch Equus africanus), zur Unterscheidung vom Asiatischen Esel oder Halbesel auch Echter Esel genannt, ist ein Wildesel aus der Gattung der Pferde (Equus) innerhalb der Familie der Pferde (Equidae); er ist die Stammform des Hausesels (Equus asinus asinus). Die Pferdeart kommt heute nur noch in wenigen Gebieten im Nordosten Afrikas vor und ist in freier Wildbahn hochgradig gefährdet. Dort bewohnt sie wüstenartige und gebirgige Landschaften und ernährt sich von harten und weichen Pflanzen. Seit dem Aussterben des Syrischen Halbesels stellt der Afrikanische Esel die kleinste rezente Art der Gattung Pferde dar.

## Merkmale

### Habitus

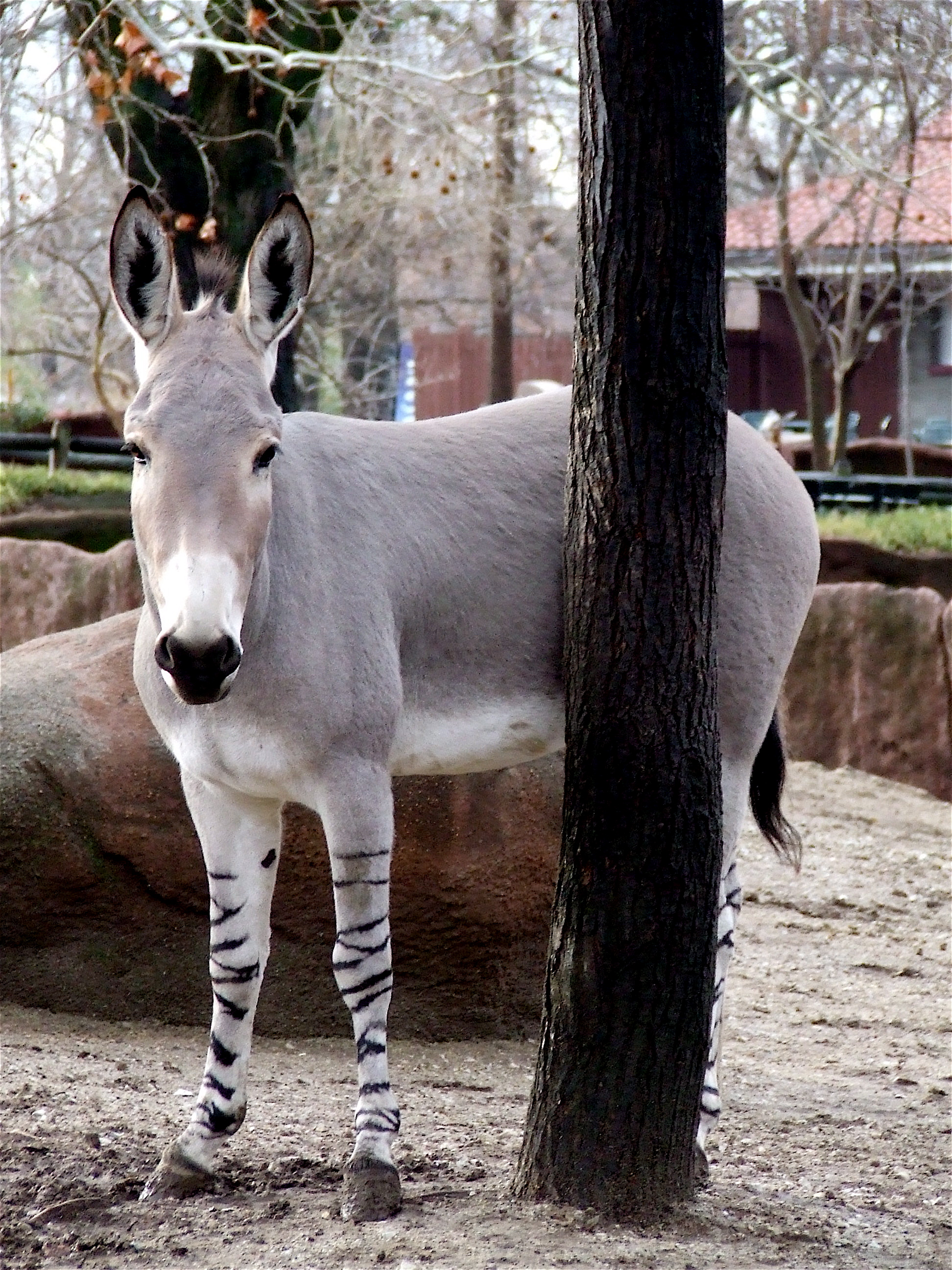
Afrikanischer Esel mit deutlich gestreiften Beinen

Der Afrikanische Esel erreicht eine Kopf-Rumpf-Länge von rund 200 cm, eine Schulterhöhe von 110 bis 140 cm, eine Schwanzlänge von 45 cm und ein Gewicht von rund 250 bis 275 kg. Im Vergleich zum Rumpf ist der Kopf sehr groß und besitzt lange, bis über 20 cm erreichende, tütenförmige Ohren. Das Fell ist an der Oberseite graubraun gefärbt und kann im Sommer eine Rottönung annehmen, der Bauch und die Beine sind meist heller, fast weißlich. Innerhalb der einzelnen Unterarten variieren die Fellfärbungen aber deutlicher. Meist ist ein dunkler Rückenstreifen (Aalstrich) vorhanden, manchmal treten ein oder zwei Querstreifen im Schulterbereich auf. Die Beine sind markant gestreift, was den Afrikanischen Esel stärker vom Asiatischen Esel abhebt. Die Mähne ist kurz und dünn sowie aufgerichtet und weicher als bei den Wildpferden. Im Gegensatz zum schweifartigen Schwanz der Wildpferde endet jener des Afrikanischen Esels in einer Quaste.
Wie bei allen Pferden enden die Beine des Afrikanischen Esels in einer einzigen behuften Zehe. Die Hufe sind an einen steinigen Untergrund angepasst und eher auf Trittsicherheit denn auf Geschwindigkeit ausgerichtet, sie sind langgestreckter und schmaler als bei den anderen Vertretern seiner Familie. Weiterhin befinden sich an den Beinen oberhalb des Vorderfußwurzelgelenks häufig schwielenartige Erhebungen von bräunlicher Färbung, sogenannte Kastanien, die beim Echten Esel aber nur an den Vorderbeinen ausgebildet sind.

### Schädel- und Gebissmerkmale
Der Schädel des Afrikanischen Esels ist ähnlich jenem des Asiatischen Esels gebaut, unterscheidet sich aber teils deutlich von denen der anderen Pferdearten. Er wird bis zu 33 cm lang und besitzt eine langschmale Form, wobei die Schnauzenpartie eher kurz ist wie beim Asiatischen Esel und beim Kiang (Equus kiang). Dadurch steigen die Knochen des Gesichtsschädels im Vergleich zu den Wildpferden und den Zebras auch deutlich steiler zur Stirn auf, so dass das Stirnbein in der Ansicht von hinten nicht sichtbar ist. Im Gegensatz zum Asiatischen Esel hat der afrikanische Vertreter einen längeren postorbitalen Schädelbereich. Das Hinterhauptsbein ist weniger deutlich rechtwinklig und flach geformt als bei den Wildpferden. Das Nasenbein weist eine schwache Form auf und ist wie bei allen Pferdearten nicht mit dem Zwischenkieferknochen verbunden, sondern liegt hinter diesem, wodurch ein großer Naseninnenraum entsteht.
Der Unterkiefer ist kräftig gebaut und kann über 20 cm lang werden. Er besitzt einen hohen Kieferknochen und kräftige Gelenke. Das Gebiss ist wie bei allen Pferden kaum reduziert und weist folgende Zahnformel auf: {\displaystyle {\frac {3.1.3(4).3}{3.1.3.3}}}. Die Schneidezähne sind meißelartig geformt, verändern aber ihre Form im Laufe der Zeit. Anfangs sind sie relativ breit und scharf, durch Abnutzung werden sie immer dicker und stumpfer. Der Eckzahn ist eher klein. Von ihm zum hinteren Gebiss besteht ein weites Diastema. Die Prämolaren und Molaren sind ähnlich aufgebaut. Sie weisen hohe Zahnkronen (hypsodont) und deutlich gefalteten Zahnschmelz auf, die Falten sind aber etwas einfacher geformt als bei den Zebras und den Wildpferden. Die hinteren Schmelzfalten an den unteren Molaren verlaufen zwischen den beiden Vorsprüngen Metaconid und Metastylid eher V-förmig, womit der Afrikanische Esel zur stenoninen und damit ursprünglicheren Gruppe der heutigen Pferde gehört.

### Sinnesleistungen und Lautäußerungen
Der Afrikanische Esel benutzt sowohl den Sehsinn als auch das Gehör und den Geruchssinn zur Kommunikation. Wichtig für die olfaktorische Wahrnehmung ist das Flehmen mit erhobenem, vorgestrecktem Kopf, aufgestellter Oberlippe und gewinkelten Nasenrändern. Es sind insgesamt fünf verschiedene Lautäußerungen bekannt. Der typische Esellaut ist dabei die komplexeste Art und wird bei innerartlichen Treffen, während der Kopulation, bei Begegnungen von Gegnern oder aber vom Fohlen bei der Trennung vom Muttertier ausgestoßen. Ein hörbares Schnüffeln erfolgt bei Begegnungen mit anderen Tierarten, während ein Grunzen und Knurren als Aggressionslaute gelten. Ein Schnauben weist auf Gefahr hin und wird von alarmierten Tieren benutzt.

## Verbreitungsgebiet und Lebensraum

Heutige Verbreitung des Afrikanischen Esels

Das heutige Verbreitungsgebiet des Afrikanischen Esels beschränkt sich auf das nordöstliche Afrika (Äthiopien, Eritrea und Somalia), wo nur noch wenige Hundert dieser Tiere leben. Einzelne Populationen werden auch für Ägypten, Sudan und Dschibuti angenommen, doch gibt es hier seit einigen Jahren keine verlässlichen Informationen mehr. Die Populationsdichte ist sehr gering und wird mit 0,6 Individuen auf 100 km² für Äthiopien angegeben. Das ursprüngliche Verbreitungsgebiet umfasste einst ganz Nordafrika (von Marokko bis Somalia) und die Arabische Halbinsel (von Mesopotamien bis zum Jemen). Schon in römischer Zeit ist die Pferdeart aus weiten Teilen ihres Verbreitungsgebietes verschwunden. Aufgrund von Bejagung, Lebensraumzerstörung, Vermischung mit verwilderten Hauseseln und Übertragung von Krankheiten von diesen sind ihre Bestände immer weiter zurückgegangen.
Der Lebensraum umfasst trockene, hügelige oder gebirgige Regionen, meist mit steinigem Untergrund. So kommt der Afrikanische Esel in Äthiopien bis in eine Höhe von 2000 m vor. Bewachsen sind diese Regionen mit Buschland oder Steppe, gelten allgemein aber als karg. Weiterhin zeichnet sich die bewohnte Landschaft durch harte Klimabedingungen mit hohen Temperaturen aus, die bis zu 50 °C erreichen können. In historischer Zeit überschnitt sich sein Verbreitungsgebiet im Osten mit dem des Asiatischen Esels, der aber tieferliegende und flachere Landschaften bevorzugte.
Im Gegensatz zum Afrikanischen Esel sind verwilderte Hausesel weltweit verbreitet, sie finden sich neben dem ursprünglichen Verbreitungsgebiet des Afrikanischen Esels auch in zahlreichen anderen Ländern, wo sie durch den Menschen eingeführt wurden. Große wildlebende Populationen gibt es beispielsweise in Australien und den USA. Allein im zentralen und nördlichen Australien leben mehrere Millionen verwilderte Tiere.

## Lebensweise

### Territorialverhalten
Als sowohl nacht- als auch tagaktives Tier begibt sich der Afrikanische Esel zu unterschiedlichen Tageszeiten auf Nahrungssuche, in der größten Tageshitze ruht er aber meist. Er lebt vorwiegend solitär, eine engere Bindung gibt es nur zwischen dem Muttertier und dem neugeborenen Fohlen. Allerdings kommen auch Gruppenbildungen vor, die häufig klein sind mit bis zu sechs Individuen. Diese Herden können sowohl eingeschlechtig als auch gemischt sein, wobei es keine festgelegte Hierarchie in der Gruppe gibt. Führungstiere wechseln beständig, was ohne aggressive Auseinandersetzung erfolgt. Bei Wanderungen werden häufig begangene Pfade und Wege benutzt und diese teilweise mit Fäkalien markiert. Gelegentlich treffen sich mehrere Kleingruppen und bilden größere Verbände von mehr als 60 Tieren. Dies erfolgt aber weitgehend nur während der Nahrungsaufnahme, anschließend lösen sich diese Großverbände wieder auf.
Dominante Hengste halten teilweise auch Reviere, die ebenfalls mit Urin und Kot markiert werden, wobei der Kot häufig zu hohen Haufen geformt wird. Die Territorien können 12 bis 40 km² umfassen, die Abstände liegen bei 4 bis 7 km. In der Regel werden die Territorien aber nur wenige Wochen gehalten. Allerdings verteidigt der Besitzer in dieser Zeit sein Revier gegen Eindringlinge. Fremde Artgenossen werden zuerst beschnüffelt und anschließend vertrieben, es kommt aber selten zu schweren Auseinandersetzungen, jedoch sind Bissmarken bekannt.

### Ernährung

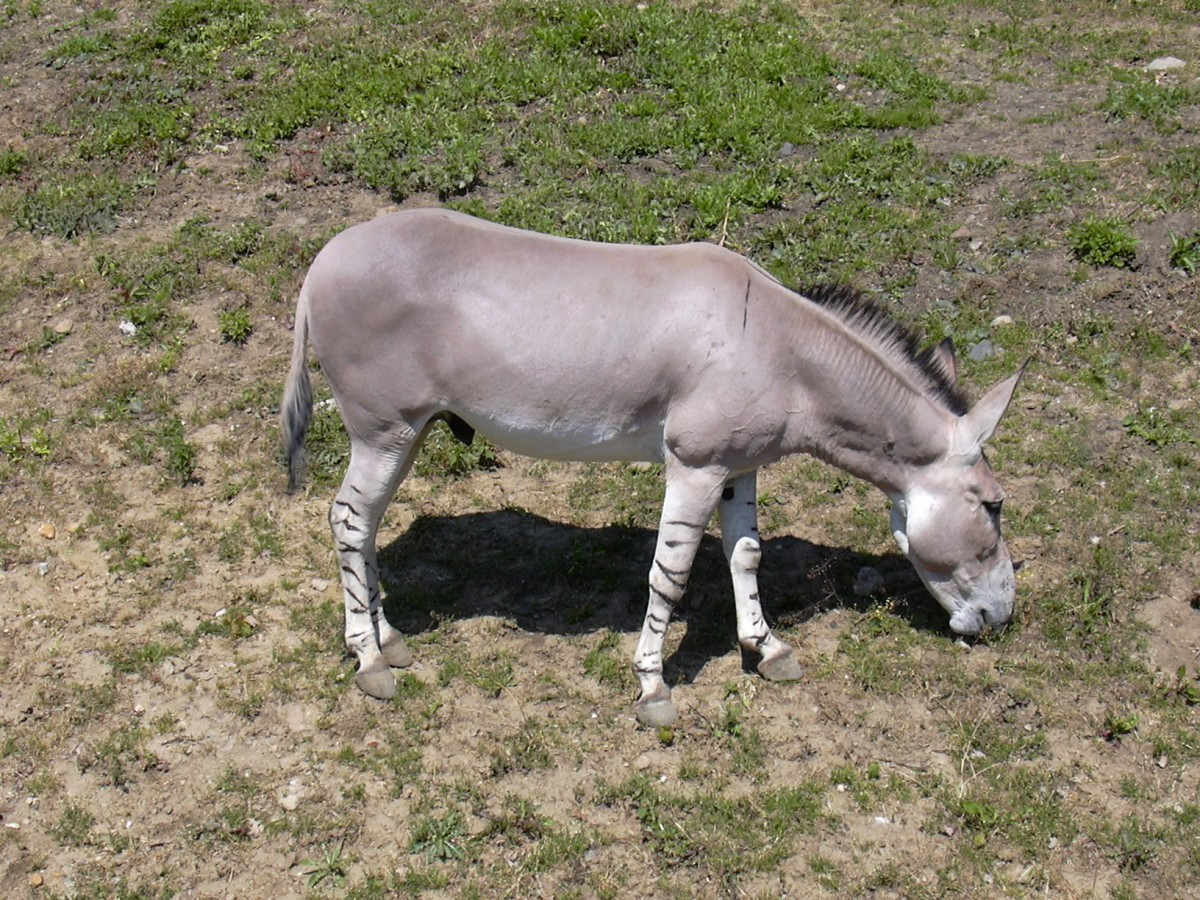
Afrikanischer Esel bei der Nahrungsaufnahme

Der Afrikanische Esel ist wie alle Pferde ein Pflanzenfresser, der in erster Linie trockene und dornige Wüstenpflanzen (browsing), aber auch Gräser zu sich nimmt (grazing). Es sind mindestens 39 Pflanzenarten bekannt, die von dieser Pferdeart aufgenommen werden. Zu den häufigsten zählen der Indische Flohsamen, aber auch Parkinsonien. Insgesamt besteht das Nahrungsspektrum zu fast zwei Dritteln aus weicher Laubnahrung, gefolgt von knapp einem Drittel Staudengewächsen. Harte Gräser spielen teilweise eine eher untergeordnete Rolle. Besonders wichtig sind Auwälder, die vor allem im Sommer aufgesucht werden. Durch seine opportunistische Nahrungsaufnahme kann der Afrikanische Esel einen teilweise erheblich negativen Einfluss auf die Wüsten- und Steppenvegetation haben, vor allem in den Gebieten, in denen er ursprünglich nicht beheimatet war.
Wasserstellen sind aufgrund der sehr trockenen Lebensräume bedeutend und sollten in 4 bis 6 km Entfernung vorhanden sein. Die Tiere laufen aber auch bis zu 30 km, um an Wasser zu gelangen. Da die Pferdeart an trockene Gebiete angepasst ist, können einzelne Tiere einen Wasserverlust von bis zu 30 % des Körpergewichtes überstehen. Der Wasserausgleich erfolgt in kurzen Trinkphasen von vier bis fünf Minuten, während denen bis zu 30 l an Flüssigkeit aufgenommen werden können.

### Fortpflanzung

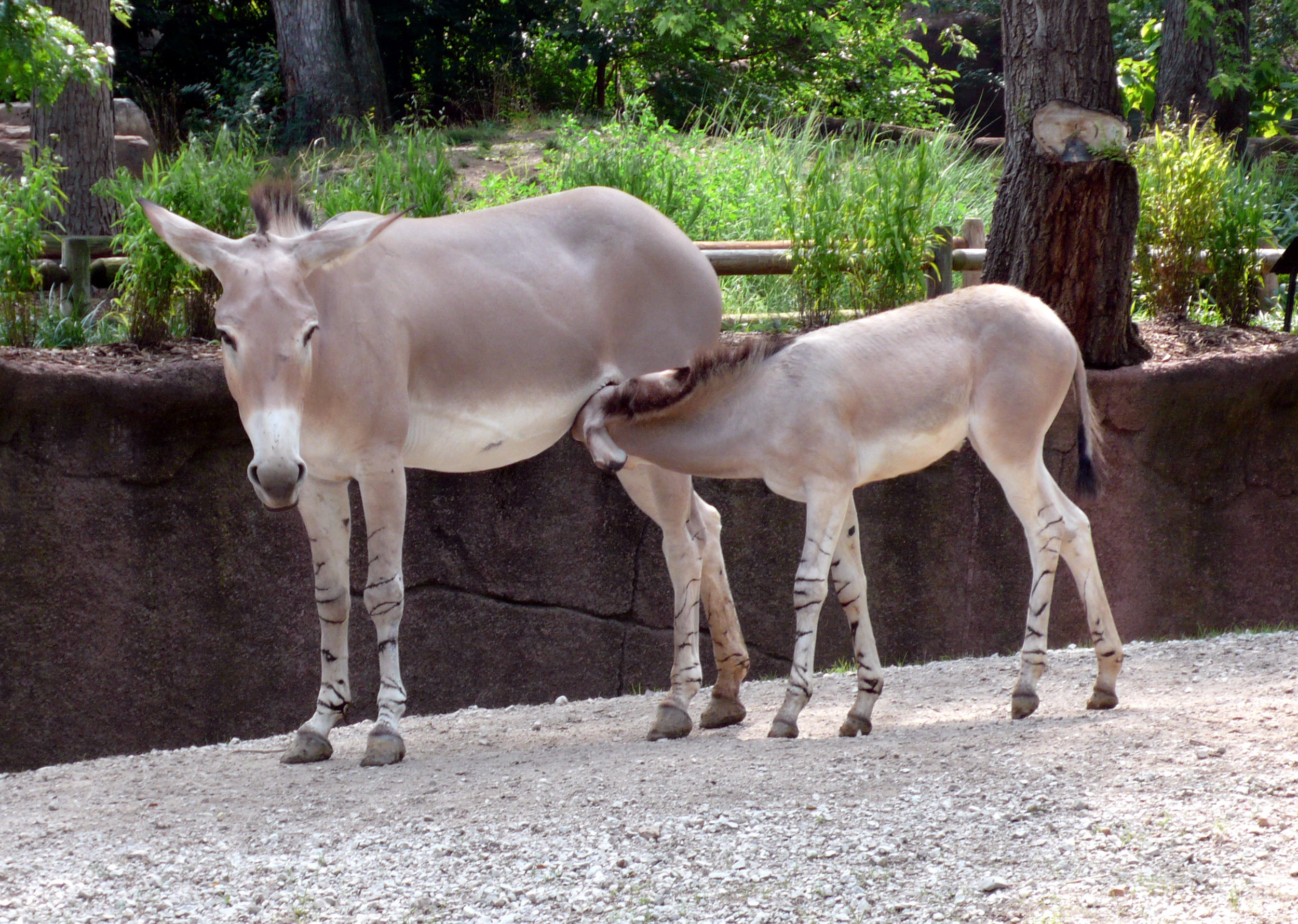
Stute mit Jungtier

Ein weiblicher Afrikanischer Esel ist mit rund anderthalb Jahren geschlechtsreif, eine Stute bringt aber in der Regel mit zwei bis drei Jahren ihr erstes Fohlen zur Welt. Hengste haben mit zwei Jahren ihre sexuelle Reife erreicht. Dabei sind Stuten in der Regel ganzjährig paarungsbereit, der Östrus kann bis zu acht Tage andauern. Häufig erfolgt die Paarung nur seitens dominanter, territorial lebender Hengste. Die Paarung findet in der Regel in der Regenzeit statt und verläuft ritualisiert. Stuten nehmen einen auffälligen Stand mit geöffneten Hinterbeinen ein, während der Hengst ihre Genitalien beschnüffelt. Gelegentlich schlägt das weibliche Tier nach hinten aus, meist läuft es aber davon, worauf das Männchen ihm bis zu 20 m folgt. Der Geschlechtsakt beginnt mit dem Aufsteigen des Hengstes auf die Stute, die Ejakulation erfolgt sehr schnell. Der ganze Prozess ist mit zahlreichen Lautäußerungen verbunden, meist seitens des Hengstes. Danach nehmen beide Tiere Nahrung zu sich und trennen sich.
Nach einer rund zwölfmonatigen Tragzeit – es werden 330 bis 370 Tage angegeben – bringt die Stute in der Regel ein einzelnes, selten auch zwei Jungtiere zur Welt. Muttertier und Fohlen haben eine enge Bindung und stehen anfangs sehr nah beieinander, häufig nur mit einem Meter Abstand. In dieser Zeit wird das Fohlen auch stark vom Muttertier beschützt. Das Jungtier beginnt ab dem fünften Tag bereits Pflanzennahrung aufzunehmen, die Entwöhnung erfolgt aber nicht vor dem zwölften Monat. Während dieser Zeit beginnen auch die Abstände zwischen Mutter- und Jungtier größer zu werden und betragen bis zu zehn Meter. Das Höchstalter des Afrikanischen Esels liegt bei über 20 Jahren.

### Interaktion mit anderen Tierarten
Es sind keine Fressfeinde des Afrikanischen Esels bekannt, dies gilt auch für die verwilderten Hausesel in den USA und in Australien. Eine hohe Sterblichkeitsrate bei Jungtieren geht auf den schlechten Gesundheitszustand der Tiere unter extremen Klimabedingungen zurück. In den natürlichen Verbreitungsgebieten kommt es zu Überschneidungen mit landwirtschaftlich genutzten Großtieren.

### Parasiten
Wenig ist über den Befall mit Parasiten bekannt. Häufig kommen Fadenwürmer vor, von denen rund ein Dutzend Gattungen beim Afrikanischen Esel nachgewiesen sind. Der Befall durch diese Endoparasiten erfolgt häufig in kalten Jahreszeiten. Weiterhin ist die als eigentlich eher für Wiederkäuer typisch beschriebene Paratuberkulose nachgewiesen. Ein Ektoparasit ist die Tierlaus Ratemia squamulata.

## Systematik
Der Afrikanische Esel stellt einen Vertreter der Gattung Equus dar, die die heutigen modernen Pferde umfasst. Innerhalb dieser Gattung gehört er zur Gruppe der stenoninen oder non-caballinen Pferde, die sich durch die Morphologie der unteren Molaren charakterisieren. Weiterhin wird er mit der Bezeichnung Asinus teilweise auch in eine eigene Untergattung gestellt. Neuere DNA-Analysen zeigen eine nahe Verwandtschaft zum Asiatischen Esel und zum Kiang. Die nächstverwandten Pferdearten umfassen die verschiedenen Esel und Zebras, während das Hauspferd und das Przewalski-Pferd weiter außen stehen.
In der Regel werden drei Unterarten unterschieden, die aber zum Teil mehrere Synonyme besitzen:
- Hausesel (E. a. asinus Linnaeus, 1758; Synonym: E. a. domesticus, E. a. mureybeiti, E. a. palestinae, E. a. vulgaris); kleinste Unterart, Hausesel
- Nubischer Wildesel (E. a. africanus (Heuglin & Fitzinger, 1867); Synonym: E. a. dianae); etwas kleinere Unterart mit 110 bis 122 cm Schulterhöhe. Vermutlich ausgestorben. Das letzte Exemplar wurde 1970 im Nord-Sudan erlegt.
- Somali-Wildesel (E. a. somaliensis (Noack, 1884), Synonym: E. a. nubianus, E. a. somalicus); größere Unterart mit 125 bis 130 cm Schulterhöhe

Während E. a. asinus den Hausesel umfasst, stellen E. a. africanus und E. a. somaliensis die beiden wildlebenden Unterarten des Afrikanischen Esels dar. Dabei ist E. a. africanus eher im nördlichen (Nubien, Niltal) und E. a. somaliensis eher im südlichen (Äthiopien, Eritrea) Verbreitungsgebiet anzutreffen. Teilweise wird mit Equus asinus melkeinsis eine weitere Unterart geführt, die Belkacem Bagtache und Kollegen im Jahr 1984 etabliert hatten. Die Form bestand im späten Pleistozän und war hauptsächlich in Nordafrika, im Raum des heutigen Algeriens, verbreitet. Sie starb aber bereits im frühen Holozän aus. Andere Autoren sehen sie auch als eigenständige Art an. Die 1894 von Oldfield Thomas beschriebene Form Equus asinus atlanticus aus Algerien hat sich als ausgestorbener Vertreter des Steppenzebras aus dem Pleistozän herausgestellt und wird heute unter E. quagga mauritanicus geführt. Auch sie gilt mitunter als eigenständige Art. Anfang der 1930er Jahre fand der Name E. a. atlanticus erneut Verwendung, bezog sich aber auf Felsbilder des Neolithikums in Algerien. Manchmal auch als  „Atlas-Wildesel“ bezeichnet, ist der wissenschaftliche Name jedoch ungültig.
Die gültige wissenschaftliche Artbezeichnung ist Equus asinus und wurde von Linnaeus bereits 1758 etabliert, bezog sich aber auf den Hausesel. Von Theodor von Heuglin und Leopold Fitzinger stammt der Name Equus africanus, den sie 1867 unter Asinus africanus einführten, Fitzinger hatte diesen aber bereits 1857 erwähnt. Dieser Artname, welcher sich auf die Verbreitung des Afrikanischen Esels in Nubien und Nordostafrika bezieht, wurde 1966 von Colin Peter Groves für die wildlebende Form des Afrikanischen Esel vorgeschlagen. Im Jahr 2003 schuf die ICZN mit der Opinion 2027 eine Regelung für die Bezeichnungen von Wild- und Haustierformen, die beide auf artlicher Ebene trennt. Demnach lautet der wissenschaftliche Name für den Afrikanischen Esel Equus africanus, der für den Hausesel Equus asinus. Da beide Formen uneingeschränkt kreuzbar und die nachfolgenden Generationen fertil sind, ist diese Auffassung aber umstritten, unter Berücksichtigung der Prioritätsregel der ICZN hat Equus asinus als ältere Bezeichnung den Vorrang. Dabei ist asinus die alte lateinische Bezeichnung für „Esel“ und stammt vom antiken Wort asnos, welches ursprünglich in der Region Kleinasien für das Tier benutzt wurde.
Die ersten Pferde der stenoninen Linie erreichten Afrika im Pliozän und waren Vorformen der Wildesel und Zebras. Als möglicher Vorfahre des Afrikanischen Esels wird Equus tabeti gesehen, welcher im frühen Pleistozän erstmals in Nordafrika auftrat und im späten Pleistozän Westasien erreichte. Fossilfunde des Afrikanischen Esels sind allerdings selten, einige frühe Reste sind aus dem Spätpleistozän nachgewiesen. Im Holozän sind die ältesten Funde aus Syrien bekannt, die auf etwa 9000 v. Chr. datiert werden. Von einem Hybriden mit dem Asiatischen Esel wird erstmals aus Palästina aus der Zeit um 3000 v. Chr. berichtet.

## Afrikanischer Esel und der Mensch

### Domestikation

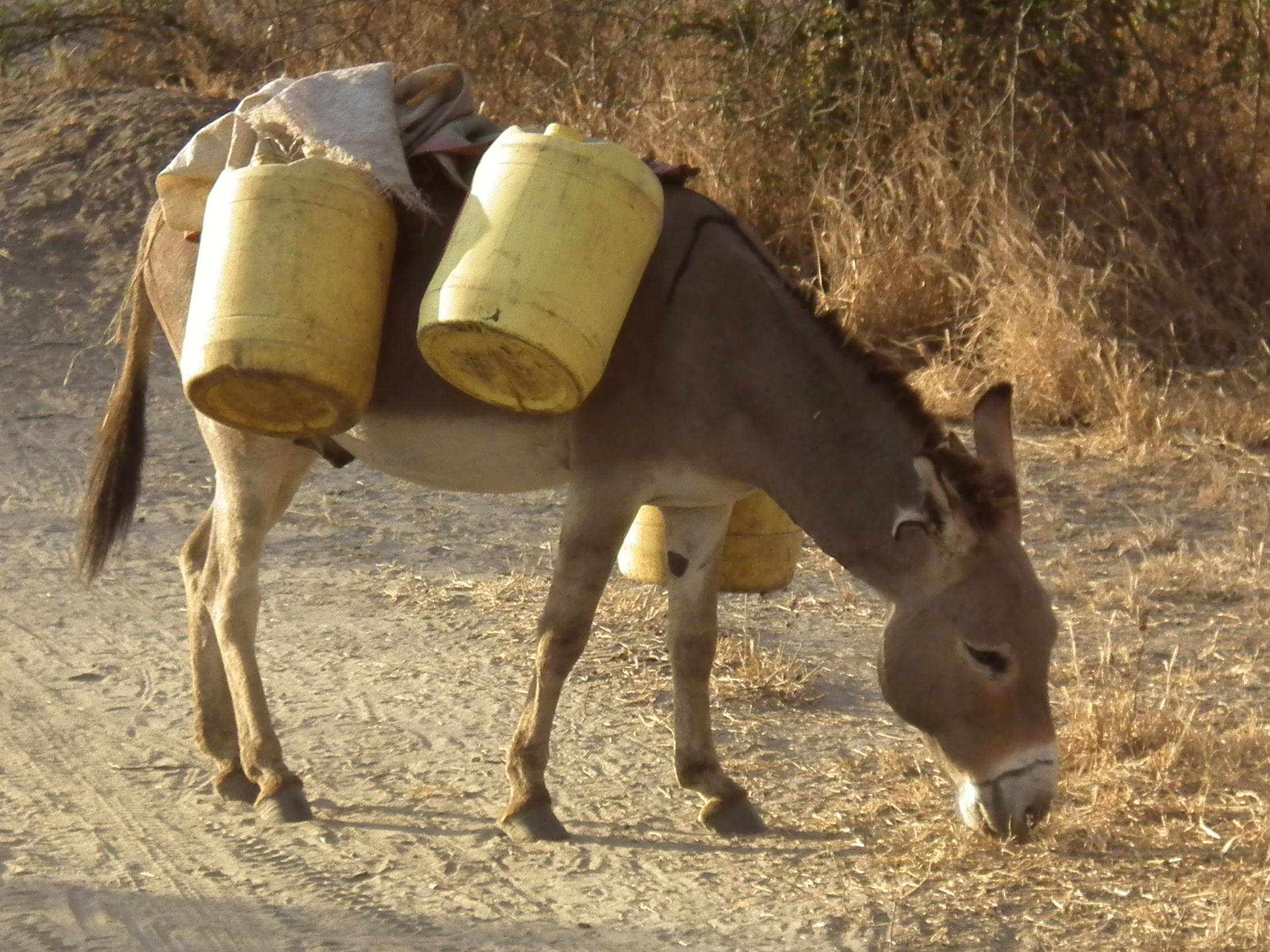
Hausesel

Der Afrikanische Esel ist die Stammform des Hausesels und mit diesem fertil kreuzbar. Ursprünglich wurde der Afrikanische Esel jedoch von den frühen Jäger-und-Sammler-Gruppen als Nahrungs- und Rohstoffquelle genutzt. Ein bedeutender Hinweis in diesem Zusammenhang ist ein Skelettfund eines Esels in Umm el Tlel in Syrien, welcher rund 50.000 Jahre alt ist und in dessen drittem Halswirbel eine gebrochene Levalloisspitze als Hinterlassenschaft der aktiven Jagd des Menschen auf das Tier steckte. Die Domestikation setzte dann vermutlich schon vor 4000 v. Chr. in Ägypten ein. Zu den ältesten und vollständigsten Funden domestizierter Esel gehören jene aus einer Grabkammer bei Abydos, sie wurden im Jahr 2008 durch ein Team um Stine Rossel und Fiona B. Marshall vorgestellt. Die dort bestatteten vollständigen Eselskelette stammen aus einer der Gründerdynastien des Altägyptischen Reiches aus der Zeit um 3000 v. Chr. Anatomische Untersuchungen lassen vermuten, dass die Unterart E. a. africanus hier als Ausgangspunkt für die Domestikation diente. Pathologische Befunde an den Wirbeln zeigen wiederum, dass die Pferdeart nicht primär als Nahrung, sondern als Lasttier genutzt wurde. Domestizierte Esel aus der Siedlung Tell eṣ-Ṣâfi in Israel, die in den Zeitraum um 2800 bis 2600 v. Chr. datiert, weisen an den Zähnen charakteristische Abnutzungsspuren auf, die auf Trensen hindeuten. Demnach ist der Einsatz des Hausesels als Reit- oder Zugtier bereits wenig später dokumentiert. Es sind aber einzelne Hinweise bekannt, die die Herausbildung des Hausesels schon in die prädynastische Zeit zurückverlegen. Hierzu zählen etwa 40 Knochenfunde aus Tell el-Iswid in Unterägypten beziehungsweise ein einzelner Zahn aus Nagada in Mittelägypten. Es handelt sich jeweils um relativ kleine Tiere, die in etwa eine Mittlerposition zwischen dem Afrikanischen Esel und dem Hausesel einnehmen. Nur wenig später sind Funde auch aus Mesopotamien und Iran bekannt.
Genetische Befunde aus dem Jahr 2004 verwiesen ebenfalls auf den Nubischen Wildesel als Ausgangsform. Sie stellten aber heraus, dass der Hausesel möglicherweise mehrfach domestiziert wurde. Dies ließ sich in späteren Analysen bestätigen, denen zufolge sich zwei Kladen des Hausesels unterscheiden lassen und die jeweils eigenständige Domestikationsprozesse darstellen. Clade 1 entspricht weitgehend den heutigen Hausesel und hat ihren Ursprung wohl im nördlichen Afrika. Die Tiere lassen sich in ihrer mitochondrialen DNA nicht vom Nubischen Wildesel unterscheiden. Als zweite Domestikationsgruppe steht Clade 2 dem Somali-Wildesel näher, ist aber nicht mit diesem identisch. Abweichend zu Clade 1 geht sie auf eine kleinere Ausgangsgruppe zurück. Ihr genauer Ursprung und ihre Stammform konnten aufgrund der genetischen Besonderheiten bisher nicht genauer identifiziert werden. In Mesopotamien wurde der frühe Hausesel laut genetischen Befunden an einem Tier aus einem rund 4500 Jahre alten Grab in Umm el-Marra in Syrien teilweise mit dem Asiatischen Esel gekreuzt. Hierfür diente vor allem der damals ortsansässige Syrische Halbesel.

### Bedrohung und Schutz

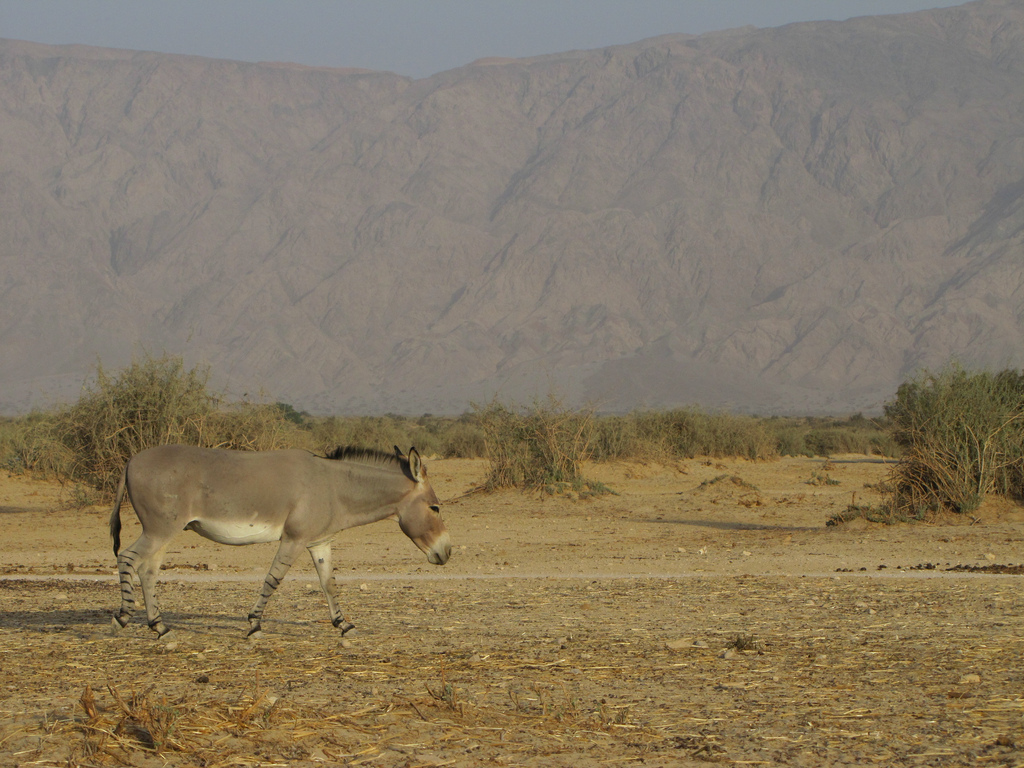
Afrikanischer Esel im Wildreservat Chai Bar Jotvata in Israel

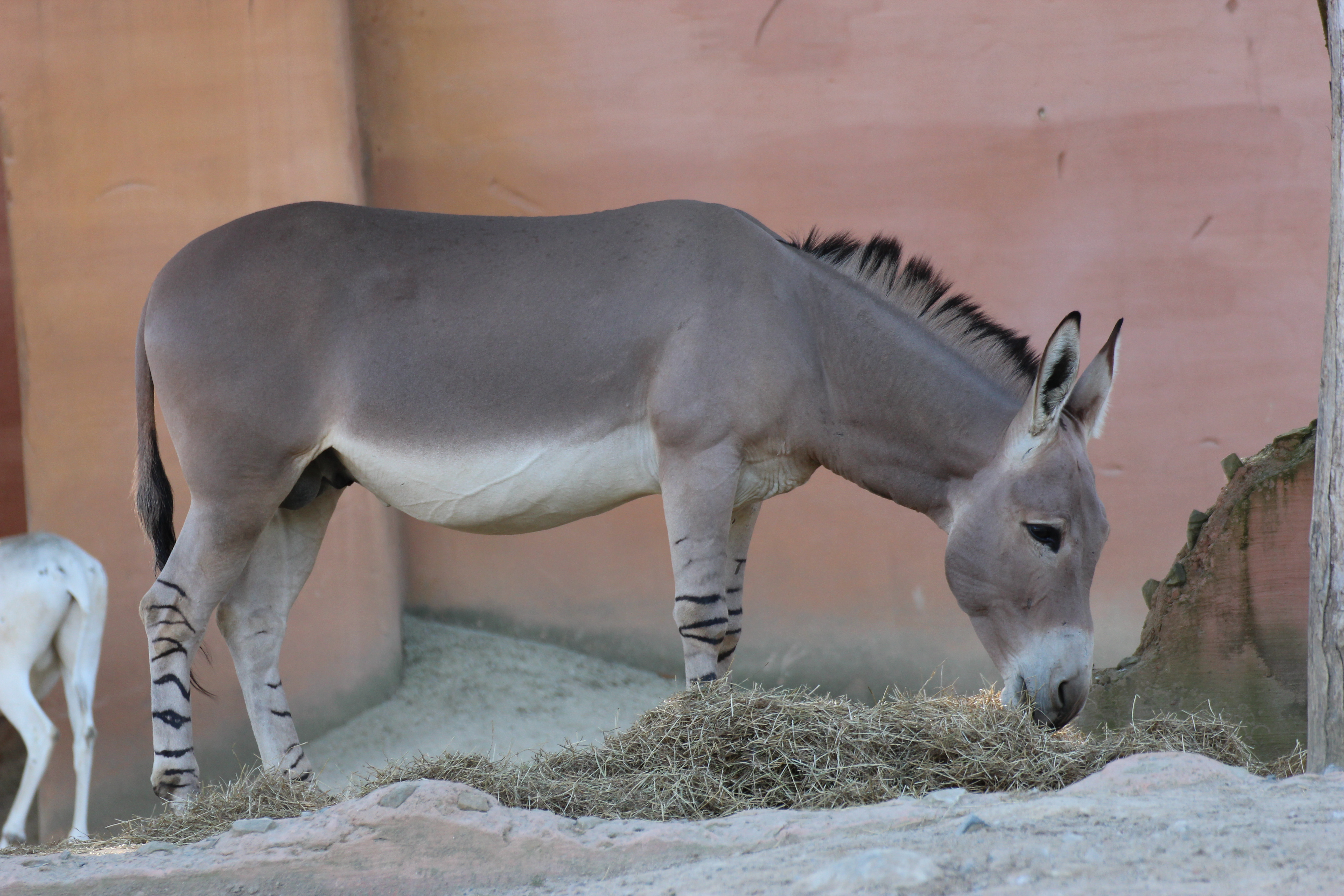
Afrikanischer Esel (Unterart Equus asinus somaliensis) im Zoo Hannover

Wie oben erwähnt, ist der Afrikanische Esel schon früh aus einem Großteil seines Verbreitungsgebietes verschwunden. In der Neuzeit gab es noch Wildesel in Äthiopien, Eritrea, Somalia und im Sudan. Die Population des Afrikanischen Esels wurde noch in den 1980ern auf 1500 Tiere im Sudan und 2000 Tiere in Äthiopien geschätzt, ist seitdem aber weiter dramatisch zurückgegangen. Eritrea ist das einzige Land mit einer einigermaßen stabilen Wildesel-Population von etwa 400 Tieren, die im Norden des Landes verbreitet sind. Weitere 200 Tiere werden in Äthiopien im Afar-Dreieck vermutet. Geringe Bestände in Somalia nehmen Experten für das Tal des Nugaal an. Bedrohungen sind vor allem die instabile politische Lage in der Region. In Somalia wurde der Wildesel durch Bürgerkrieg und Anomie im Lande inzwischen vermutlich an den Rand der Ausrottung gebracht. Darüber hinaus unterliegt der Afrikanische Esel örtlicher Bejagung als Nahrungsgrundlage, aber auch als Medizin gegen Tuberkulose, Rheuma und Schmerzen. Auch Konkurrenz mit dem Menschen und dessen Nutztieren um Trinkwasser und Weideland, vor allem mit den lokalen Schäfern, führt zur Tötung von Wildeseln. Aufgrund dessen hat die IUCN die Art als critically endangered („vom Aussterben bedroht“) gelistet.
Zum Schutz des Afrikanischen Esels wurden mehrere Nationalparks ausgerufen, so der Yangudi-Rassa-Nationalpark mit 4.731 km² und das Mille-Serdo-Wildesel-Reservat mit 8.766 km², beide in Äthiopien gelegen. Allerdings sind verfügbare finanzielle Mittel und gut ausgebildetes Personal eher gering. In Eritrea wurde die Region zwischen der Buri-Halbinsel und der Dalool-Senke als Erhaltungsgebiet mit hoher Priorität ausgeschrieben. In Somalia dagegen gibt es keine Nationalparks zum Schutz der verbliebenen geringen Bestände. Eine kleine Herde wurde außerdem in das Wildreservat Chai Bar Jotvata in Israel eingeführt. Das Schutzbemühen der Equid Specialist Group der IUCN sieht neben der weiteren Untersuchung des Vorkommens und der Verbreitung des Wildesels auch die Einbeziehung der lokalen Bevölkerung in die aktive Erhaltung der Pferdeart sowie die Ausbildung örtlicher Wissenschaftler vor.

### Erhaltungszucht
1970 erwarb der damalige Direktor des Basler Zoos Ernst Michael Lang von einem Tierhändler in Kenia fünf Afrikanische Esel zum Stückpreis von 40.000 Schweizer Franken. Einen erheblichen Teil des Kaufpreises bezahlte Lang aus eigener Tasche. Bereits 1972 kam das erste Jungtier zur Welt. Von dieser Gruppe stammen heute alle Somali-Wildesel in wissenschaftlich geleiteten zoologischen Gärten ab. Im Rahmen des Europäischen Erhaltungszuchtprogramms (EEP) des Europäischen Zoo-Verbandes EAZA leben heute etwa 200 Exemplare dieser in der Natur fast ausgestorbenen Unterart in 36 Zoos. Im Jahr 2014 verzeichnete der Zoo Basel selbst mit „Lakisha“ die 41. Geburt. EEP-Koordinator ist Olivier Pagan im Zoo Basel.